# Vrbova
Vrbova je mjesto u Brodsko-posavskoj županiji, u općini Staro Petrovo Selo.

## Zemljopis
Vrbova se nalazi na glavnoj županijskoj cesti Nova Gradiška - Slavonski Brod,  istočno od Starog Petrovog Sela, susjedna naselja su Bili Brig na istoku, Blažević Dol na sjeveru,  te Komarnica na jugu.

## Stanovništvo
Prema popisu stanovništva iz 2011. godine Vrbova je imala 873 stanovnika. 
| broj stanovnika | 484   | 517   | 534   | 849   | 1031  | 1241  | 1329  | 1337  | 1479  | 1489  | 1473  | 1486  | 1186  | 1179  | 1046  | 873   | 686   |
|                 | 1857. | 1869. | 1880. | 1890. | 1900. | 1910. | 1921. | 1931. | 1948. | 1953. | 1961. | 1971. | 1981. | 1991. | 2001. | 2011. | 2021. |

## Povijest
Povijesni izvori o Vrbovi govore da današnje selo nastavlja staru povijest ranijih sela Gornje i Donje Vrbove. Gornja Vrbova je stari plemićki srednjovjekovni posjed na južnim obroncima Požeške gore te se njena utvrda i crkva sv. Đurđa spominju još 1275. godine u darovnici kraljice Elizabete Kumanske. Crkva je ostala sačuvana i za vrijeme turske vlasti.
Istodobno na mjestu današnje Vrbove nalazilo se u srednjem vijeku selo Donja Vrbova koje su s crkvom Svih Svetih porušili Turci.
Kasnije se spominje pod raznim imenima – Vrba, Vrbua i Orboua. Kao trgovište Vrbova se spominje 1520. godine.
Po carskoj odredbi 1765. godine stanovnici Gornje Vrbove morali su se preseliti na glavnu cestu i na mjestu Donje Vrbove nastaje novo selo – Vrbova. Tada je 1775. godine sagrađena i prva crkva Svih Svetih, koja je bila loše građena, te je na njenom mjestu 1802. godine podignuta nova crkva posvećena sv. Jurju (Đurđu). Time je sačuvana uspomena na staru crkvu u nekadašnjoj Gornjoj Vrbovi. U crkvi je glavni oltar sv. Jurja koji datira iz 1921. godine, te oltar Svih Svetih iz 1864. godine. Njime se željela nastaviti crkvena tradicija Donje Vrbove kao župe Svih Svetih. Župa je u Vrbovi ponovno osnovana 1963. godine.
Prva škola je otvorena 1780. godine, a stara zgrada škole je sagrađena 1881. godine. Nova suvremena školska zgrada izgrađena je 2002. godine.
Posebna povijesna zanimljivost Vrbove je stari bunar sa spomen – pločom postavljenom u povodu prolaska cara Josipa II. (1768) kroz selo. Na ploči je upisano na latinskome: „EX PUTEO HOC AQUAS SI VIS GUSTARE VIATOR GUSTA, SECUNDUS QUAS BIBIT JOSEPHUS IMPERATOR.”,
što u prijevodu glasi:
„Ako ćeš, putniče, žeđu ugasiti, pij od ovog zdenca i sebe nasiti, kog je Josip drugi, rimski cesar pio, kad je Slavoniju glavom pohodio.”
Na istom izvoru vodu su pili: Maksimilijan Franjo - carev brat (1777), nadvojvoda maršal Albrecht (1868), te hrvatski ban i mađarski grof Dragutin Khuen Hedervary (1891).

## Šport
- Omladinac Vrbova, nogometni klub koji je osnovan 1961. godine. U sezoni 2018./19. se natjecao u 1. ŽNL Brodsko-posavska, te završio na 11. mjestu (od 14).

## Obrazovanje
Osnovna škola "Markovac"  matična je škola s područnom školom u Komarnici. Škola je osnovana još davne 1780. godine dok je Vrbova bila satnija u Vojnoj krajini, a ne smije se izostaviti ni činjenica da je prvi pokusni školski vrt u Hrvatskoj osnovan upravo u Vrbovi 1771. godine čime se nastojalo obuhvatiti i prirodne izvore znanja, te postaviti protutežu klasičnom načinu učenja uvođenjem praktičnog rada. Nova zgrada škole sagrađena je 2002. godine uz Zdenac vladara Markovac po kojemu i nosi ime, u samom središtu naselja Vrbova.
- Osnovna škola Markovac  Arhivirana inačica izvorne stranice od 16. siječnja 2017. (Wayback Machine)

## Vanjske poveznice
- O Vrbovi na službenim stranicama Općine Staro Petrovo Selo  Arhivirana inačica izvorne stranice od 29. siječnja 2010. (Wayback Machine)